# Cristovam Buarque

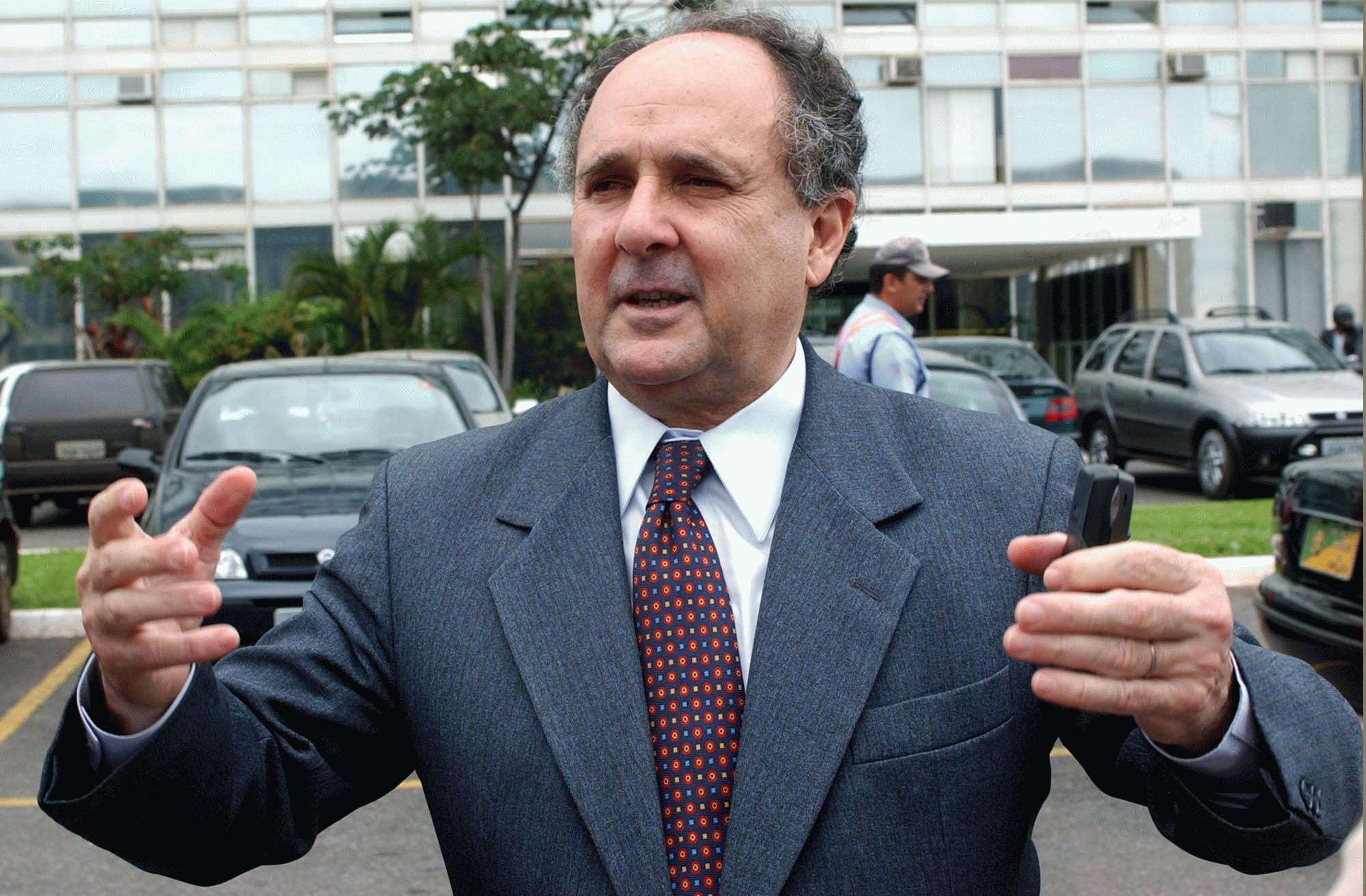
Cristovam Buarque en 2006.

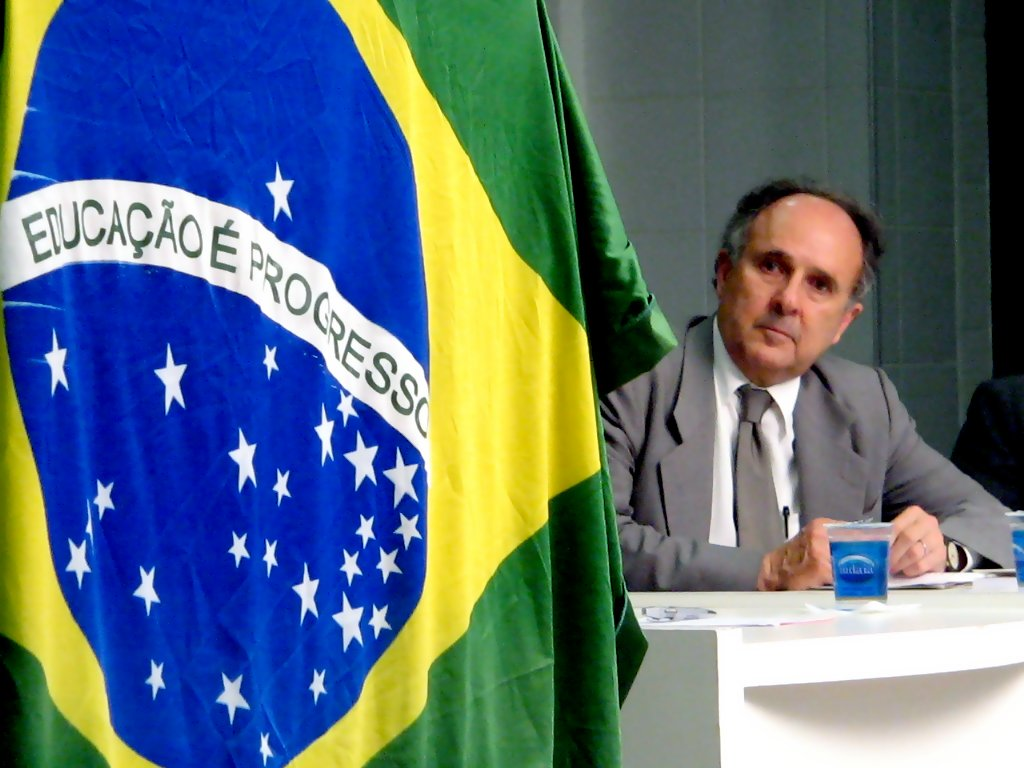
Le sénateur Cristovam Buarque en 2007.

Cristovam Ricardo Cavalcanti Buarque, né le 20 février 1944 à Recife, est un ingénieur, économiste, enseignant, professeur et doyen de l'université de Brasilia, personnalité politique au Brésil comme membre de Parti démocratique travailliste, sénateur et ministre de l'Éducation nationale du Brésil.

## Biographie
Cristovam Buarque a été étudiant à l'université fédérale du Pernambouc situé à Recife. Il a obtenu un diplôme d'ingénieur en mécanique.
Après le coup d'État militaire de 1964, Cristovam Buarque est persécuté par le régime dictatorial et doit s'exiler en France à Paris. Inscrit à l'université de Paris, il obtint le diplôme de doctorat en économie de l'Université de la Sorbonne en 1973. Il a travaillé à la Banque interaméricaine de développement (BID) en Équateur, au Honduras et aux États-Unis de 1973 à 1979.
Avec la fin du régime militaire, Cristovam Buarque devient le premier doyen de l'université de Brasilia élu par élection directe après la dictature militaire. Par la suite il est nommé gouverneur du District fédéral de Brasilia de 1995 à 1998. Il est élu sénateur en 2002, puis ministre de l'Éducation en 2003 fonction au cours de laquelle il instaurera une bourse d'études pour les nombreuses familles nécessiteuses qui sera maintenu dans le gouvernement du président Lula.
Cristovam Buarque a également été consultant auprès de diverses organisations nationales et internationales au sein de l'ONU. Il a notamment présidé, au Costa Rica, le Conseil de l'Université pour la paix de l'ONU et a participé à la Commission présidentielle sur l'alimentation, dirigé par le sociologue Herbert de Souza. Buarque a été également membre de l'UNESCO et du Conseil de l'Université des Nations unies à Tokyo. Il a créé une ONG "Child Mission".
Cristovam Buarque a reçu le Prix Jabuti de littérature en 1995, dans la catégorie «sciences humaines». Il est un ardent défenseur de la «Révolution ... par l'éducation», une ligne de pensée promue par d'importants intellectuels brésiliens, comme Darcy Ribeiro et Paulo Freire.
En 2006, il participa à l'élection présidentielle, mais n'arriva que quatrième avec 2 538 834 bulletins, soit 2,65 % des votants. 	
Cristovam Buarque a mené une action en faveur de l'introduction de la langue internationale espéranto à partir de 2008.
Le 7 décembre 2012, Cristovam Buarque contribua à la création du Tribunal international de la nature au siège du Conseil économique, social et environnemental  à Paris. Il déclara « Nombreux sont les États à avoir peur du droit international. Il est toujours compliqué pour un politique d’avoir une vision à long terme à cause de son mandat. La seule façon de faire le mariage entre la vision à court terme du politicien et les besoins de long terme de l’humanité, c’est d’avoir des règles éthiques sans frontière pour les biens de l’humanité ».
Le 9 août 2016, le sénateur Cristovam Buarque a voté pour l'engagement de la procédure de destitution de la présidente Dilma Rousseff, après avoir longuement tergiversé.

## Distinctions
- Grand-croix de l'ordre de l'Infant Dom Henri